# Classe S1000
La classe S1000 est un projet de sous-marin anaérobie russo-italien à propulsion diesel-électrique, doté d'une pile à combustible fabriquée par Fincantieri. Le bureau d'étude Rubin est, quant à lui, chargé de la conception générale du bâtiment. Il est suspendu en 2014.

## Historique
Lancé en 2004, le projet est présenté sous forme de maquette au salon Euronaval en octobre 2006, puis confirmé en octobre 2008 au même salon. Le S1000 est principalement destiné à l'exportation. En 2014, le projet est suspendu à la suite de la dégradation des relations entre la Russie et l'Occident.